# Rodna kuća Vladimira Nazora
Rodna kuća Vladimira Nazora, kuća u Postirima, zaštićeno kulturno dobro

## Opis dobra
Rodna kuća hrvatskog pjesnika Vladimira Nazora (1876. – 1949.) smještena je na postirskoj rivi i vezana je za prve godine pjesnikovog djetinjstva u nekadašnjoj kući Tommaseo. Kamena dvokatnica s visokim potkrovljem i kulom na istoku izvorno je kasnorenesansni kaštel Lazaneo, najstarija građevina u Postirima sagrađena za obranu luke. Na južnom pročelju uzidan je grb obitelji Lazaneo s prikazom zmije koja guta glavu ptice u letu i natpisom INVTRVNQ. PARATVS. Na klesanoj atici s bočnim volutama je urezano LAVS DEO te središnja ploča s natpisom. U unutrašnjosti i vanjštini zgrade vidljivi su tragovi nekadašnjih ugaonih stražarnica na konzolama.

## Zaštita
Pod oznakom RST-0250-1965. zavedena je kao nepokretno kulturno dobro – pojedinačno, pravna statusa zaštićena kulturnog dobra, klasificirano kao "memorijalna baština".